# الكبريت الأحمر (مسلسل)
الكبريت الأحمر هو مسلسل مصري من إخراج سيف يوسف وأحمد عصام الشماع. عرض لأول مرة في 2 أكتوبر 2016.

## بطولة
- هاني عادل
- داليا مصطفى
- أحمد صلاح السعدني
- ريهام حجاج

## القصة
تبدأ الحكاية عند اندلاع حريق في حي شعبي، يعتقد سكانه بالخرافات والخزعبلات، ويسلّمون جدلاً بالقدرات الخارقة التي يملكها أحد المشعوذين ويدعى شمس. يعرف الأخير جيّداً كيف يسيطر على أفكارهم ويتحكم بعقولهم .
و لا يستسلم معتز لما يفعله شمس بل يظل يبحث عن حقيقة اختفاء زوجته وينتهي الجزء الأول من المسلسل باكتشاف معتز ان زوجته الهام ماتت وان تكمله الاحداث في الجزء 2.